# Yeo Martial
Yeo Martial (ur. 24 września 1954 w Abidżanie) - trener piłkarski z Wybrzeża Kości Słoniowej.

## Kariera trenerska
Yeo Martial jest najbardziej znany z prowadzenia reprezentację Wybrzeża Kości Słoniowej. Pierwszy raz prowadził ją w 1988 roku. Drugi raz w 1992 roku. W tym roku poprowadził ją do największego sukcesu w historii w postaci zdobycia Pucharu Narodów Afryki. W październiku prowadził WKS w pierwszej edycji Pucharu Konfederacji, który nosił wówczas nazwę Pucharu Króla Fahda. Na tym turnieju po porażkach z Argentyną i reprezentację USA Wybrzeże Kości Słoniowej zajęło ostatnie, czwarte miejsce.
W latach 1999–2001 prowadził klub Africa Sports National Abidżan, z którym zdobył mistrzostwo Wybrzeża Kości Słoniowej oraz Afrykański Puchar Zdobywców Pucharów w 1999 roku. W latach 2002–2003 prowadził reprezentację Nigru.
Od 2004 roku jest dyrektorem sportowym reprezentacji Wybrzeża Kości Słoniowej. W 2001 roku założył i prowadzi do chwili obecnej własną szkółkę piłkarską.